# From Here to Eternity (canção)
"From Here To Eternity" é uma canção da banda britânica de heavy metal Iron Maiden. É o segundo single de seu nono álbum de estúdio, Fear of the Dark, que foi lançado em 1992. A letra fala sobre a prostituta Charlotte, que vai numa viagem para a eternidade com o Diabo, numa moto. A música conquistou o 21º lugar no Top Inglês de Singles.[carece de fontes?]
Os b-sides deste single são "I Can´t See My Feelings", (um cover da banda Budgie), "Roll Over Vic Vella", (um cover de Chuck Berry, mas que os Iron Maiden alteraram um pouco a letra, onde se pode ouvir o roadie e amigo íntimo da banda Vic Vella a falar na intro e em certas partes da música) e ainda as versões gravadas ao vivo das músicas "No Prayer For The Dying" e "Public Enema Number One" do álbum No Prayer for the Dying, lançado em 1990.

## Faixas
1. "From Here to Eternity"  (Steve Harris) - 3.37
2. "I Can't See My Feelings"  (Budgie cover) - 3.50
3. "Roll Over Vic Vella"  (Chuck Berry cover com letra alterada) - 4.48
4. "No Prayer for the Dying" (ao vivo)  (Harris) - 4.24
5. "Public Enema Number One" (ao vivo)  (Bruce Dickinson; Dave Murray) - 3.57

## Créditos
- Voz: Bruce Dickinson
- Guitarra: Dave Murray
- Guitarra: Janick Gers
- Baixo: Steve Harris
- Bateria: Nicko McBrain

## Posições nas paradas musicais
| País - Parada Musical (1992)   | Melhor posição |
| ------------------------------ | -------------- |
| Irlanda - IRMA                 | 27             |
| Nova Zelândia - RIANZ          | 33             |
| Países Baixos - MegaCharts     | 70             |
| Reino Unido - UK Singles Chart | 21             |